# Graveyard Shift (Губка Боб)
Graveyard Shift (Нічна зміна (QTV) Зміна на кладовищі (ПлюсПлюс)) — перша частина шістнадцятого епізоду другого сезону мультсеріалу Губка Боб Квадратні Штани. У США він вийшов 6 вересня, 2002 року на каналі Nickelodeon, в Україні — 16 грудня 2010 року на каналі QTV, 8 березня 2018 на ПлюсПлюс та 31 березня 2018 на ТЕТ. Епізод посів 2 місце у спису 10 найкращих епізодів Губи Боба.

## Сюжет
У Красті Крабс настав час зачинятися. Сквідвард цьому дуже радий, але прийшов відвідувач, який хотів крабсбургер (крабову петті). Сквідвард йому відмовив, адже він не може стирчати тут, коли в нього плани, але почувши про гроші, Пан Крабс змусив Губку Боба та Сквідварда залишитися на нічну зміну і пішов. Губка Боб радий цьому, але Сквідвард - ні. Після захопливої, але короткої розповіді Губки Боба про те, що їх чекає, Сквідвард просить клієнта вдарити його. Коли Губка Боб продовжував радіти нічній зміні, Сквідвард просить його винести сміття. Губка Боб злякався, але намагається не показувати цього. А Сквідвард каже, що він би злякався, особливо після історії. Губка Боб не знає, що це за історія, і цікавість бере гору, хоч Сквідвард і намагався його відмовити.

### Розповідь Сквідварда у виконанні каналу QTV
«Задирака Рубане М'ясо. Але в народі його називають просто Ойойой, бо його жертва встигає лише зойкнути перед тим, як він схопить її. Колись, тут, у цій чудовій закусочній, Задирака Рубане М'ясо працював кухарем, так само як ти зараз. Тільки він був не дуже кмітливим. І от, однієї темної ночі, коли він різав пиріг, це і сталося. Він випадково відрізав собі руку. І він замінив свою руку отакою іржавою лопаткою. А потім він потрапив під автобус і його піддали кремації, тобто спалили. Відтоді, кожного вівторка вночі, його привид приходить до Красті Крабс, щоб зігнати свою шалену лють. Три знаки вкажуть на те, що Задирака Рубане М'ясо тут.
- Перший. Світло. Воно то вмикається, то вимикається.
- Другий. Задзвонить телефон, але там ніхто не говоритиме.
- І нарешті. Привид Задираки Рубане М'ясо прибуде у привиді автобуса, який цього переїхав. Вийде з автобуса. перетне вулицю без страху бути збитим машиною, бо він уже мертвий. І постукав у вікно своєю бридкою рукою-лопаткою. Ось так: "Тук тук тук тук тук". Відчинить вхідні двері. Повільно наблизиться до стійки. А потім він схопить тебе.» - розповів Сквідварда у озвученні QTV.